# Arechi II di Benevento
Arechi II (734 circa – Salerno, 26 agosto 787) è stato un duca longobardo, duca di Benevento dal 758 al 774, e quindi principe della stessa città dal 774 fino alla morte.
Dal 774 si radicò a Salerno, nella reggia che egli stesso aveva fatto costruire.

## Biografia
Nobile longobardo di origini probabilmente friulane, e forse imparentato con la dinastia ducale di Benevento, Arechi sposò Adelperga, figlia del re Desiderio, e fu nominato dal suocero quindicesimo duca di Benevento nel 758 al posto del ribelle Liutprando. Nel 762 fondò la chiesa di Santa Sofia, prestigioso archetipo dell'arte medievale europea.

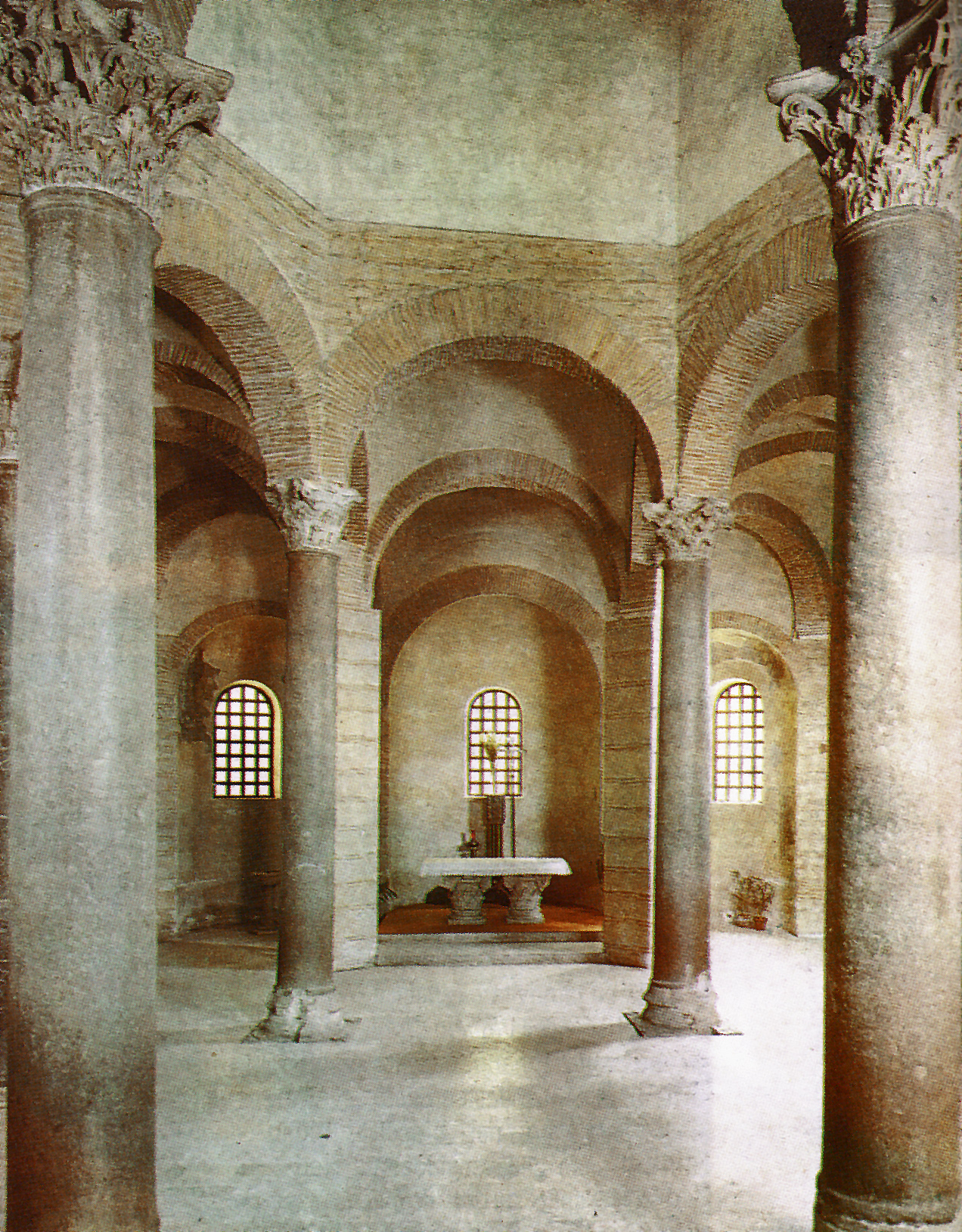
Interno della Chiesa di Santa Sofia

Dopo la vittoria di Carlo Magno nel 774 e la fine della Langobardia Maior, Arechi assunse il titolo di princeps, proponendosi come erede delle tradizioni, della cultura e dell'identità nazionale del popolo longobardo. Trasferì la corte a Salerno, dove tra il 770 e il 774 aveva costruito, nelle vicinanze delle mura meridionali e affacciata sul mare, una imponente reggia, dotata di una cappella palatina dedicata ai santi Pietro e Paolo. È l'unica reggia longobarda ancora esistente e l'ultimo re longobardo, Adelchi, vi soggiornò nel giugno del 774.

Cappella palatina della reggia fatta costruire da Arechi

La sua attività politica fu volta all'indipendenza del suo potentato: prestò formale giuramento a Carlo Magno senza accettare però legami vassallatici. Non cercò il conflitto aperto con il papato e manifestò un atteggiamento amichevole verso i Bizantini. Promotore di ingenti iniziative urbanistiche, Arechi II fu protettore di uomini di cultura fra cui Paolo Diacono, oltre che committente di numerosi siti monastici. La raffinatezza di ispirazione greca della corte beneventana testimonia la floridezza economica del principato, mentre il codice legislativo emanato da Arechi II attesta la sua preparazione giuridica.

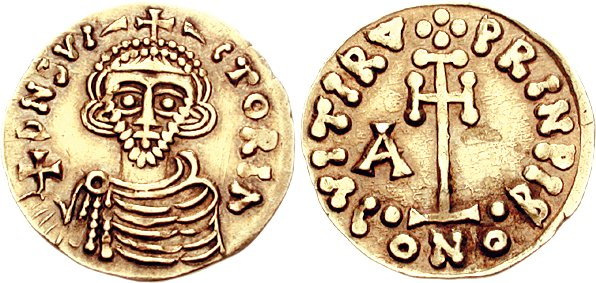
Un tremisse recante l'immagine di Arechi dopo aver ottenuto il titolo di princeps (principe)

Morì il 26 agosto del 787, pochi giorni prima dello sbarco in Lucania di ambasciatori bizantini incaricati dall'impero di stipulare con il principe longobardo una formale alleanza (stipulata poi dalla moglie Adelperga). Fu sepolto a Salerno nella cattedrale di Santa Maria, poi caduta in disuso nell'XI secolo a causa della costruzione da parte dei Normanni della cattedrale di San Matteo Evangelista. Con la sparizione della cattedrale si sono perse le tracce della sua tomba.

## Famiglia e figli
Sposò Adelperga, figlia del re longobardo Desiderio e sorella di Adelchi. Essi ebbero:
- Romualdo;
- Grimoaldo III;
- Gisolfo;
- Teoderada;
- Adelchisa.

## Mecenatismo
Adelperga e Arechi furono importanti mecenati. Adelperga commissionò al maggiore scrittore lombardo Paolo Diacono la sua Historia Romana, un manuale di storia romana ampiamente utilizzato durante il resto del Medioevo. Alcuni storici sostengono che gli abbia commissionato la più famosa Historia Gentis Langobardorum di Paolo, sebbene ciò sia incerto. Arechi fece in modo che le reliquie dei santi venissero trasferite nella nuova chiesa di Santa Sofia a Benevento, una delle più importanti testimonianze dell'architettura longobarda nella Langobardia Minor, che venne decorata da rari affreschi dell'VIII secolo.

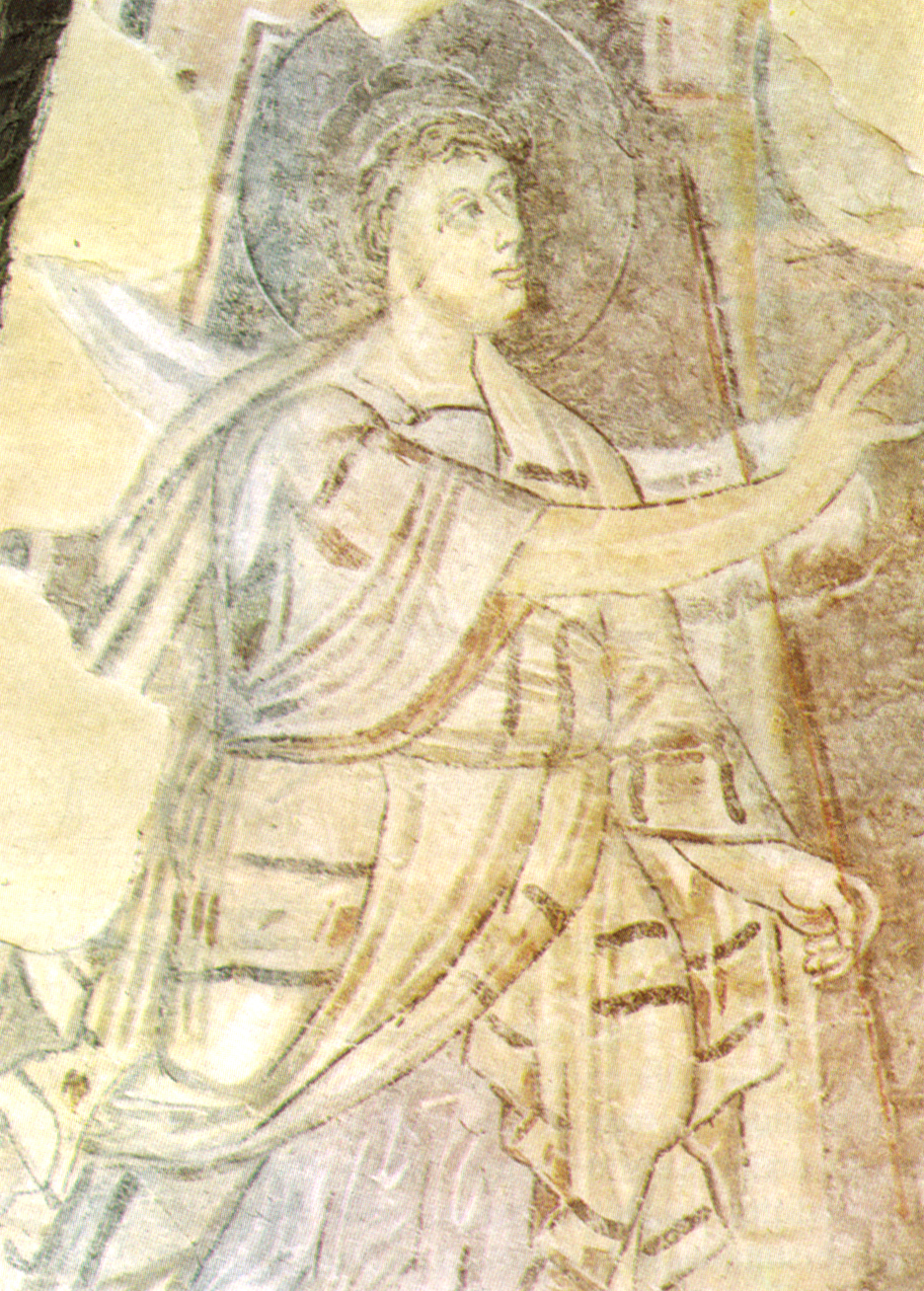
Annuncio a Zaccaria (particolare), affresco nell'abside della chiesa di Santa Sofia

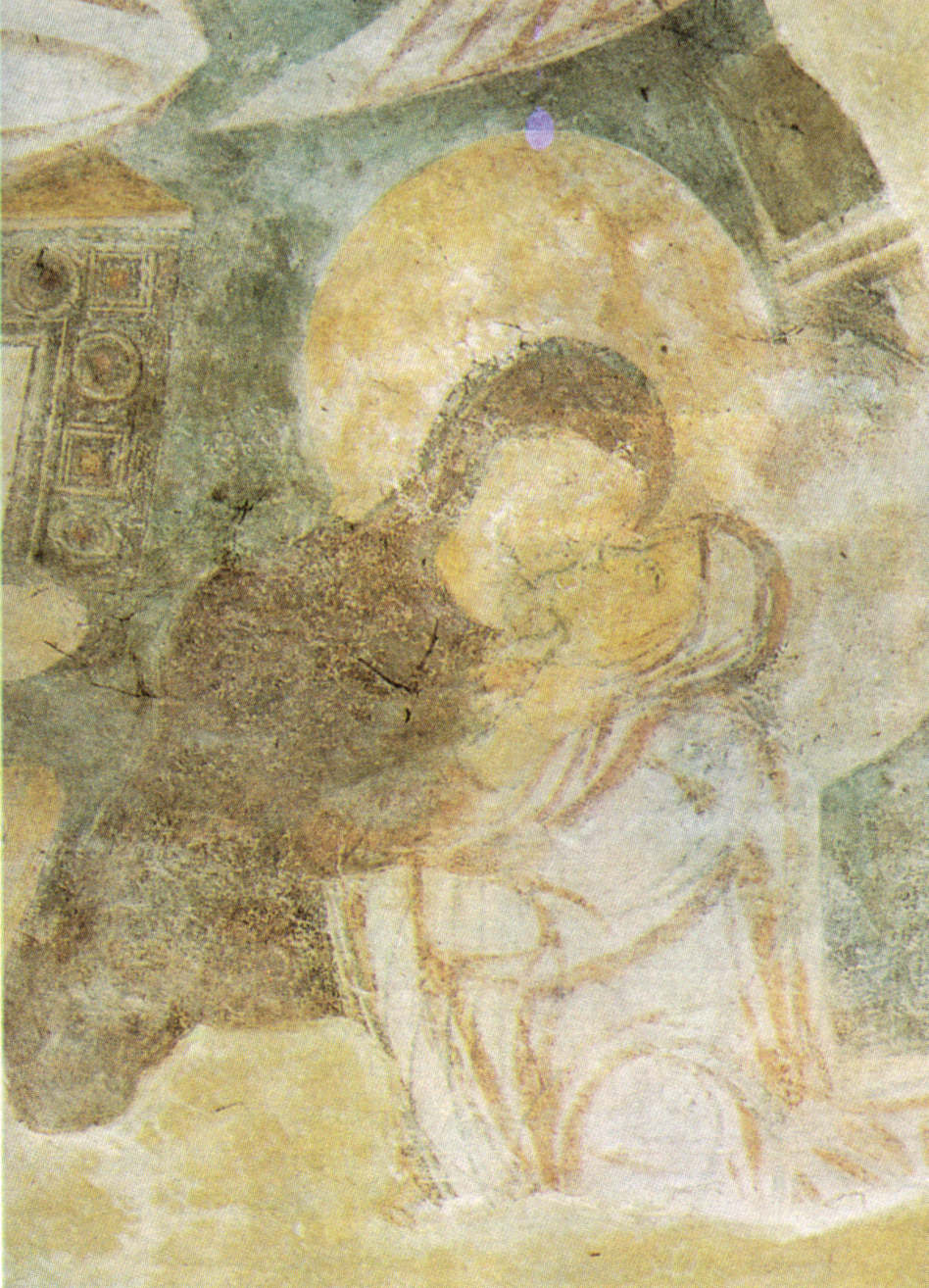
Visitazione (particolare) della Chiesa di Santa Sofia

Arechi investì risorse in progetti di costruzione a Salerno, tra cui una reggia che al giorno d'oggi rimane l'unica testimonianza archeologica di architettura palaziale di epoca longobarda, e un castello che Paolo Diacono definì "per natura e per arte imprendibile, non essendo in Italia una rocca più munita di essa", come testimonia nella sua Historia Longobardorum.
Salerno divenne una città portuale sempre più importante durante il suo regno. Anche i principali monasteri meridionali, come Montecassino e San Vincenzo al Volturno, ricevettero da lui cospicue donazioni.

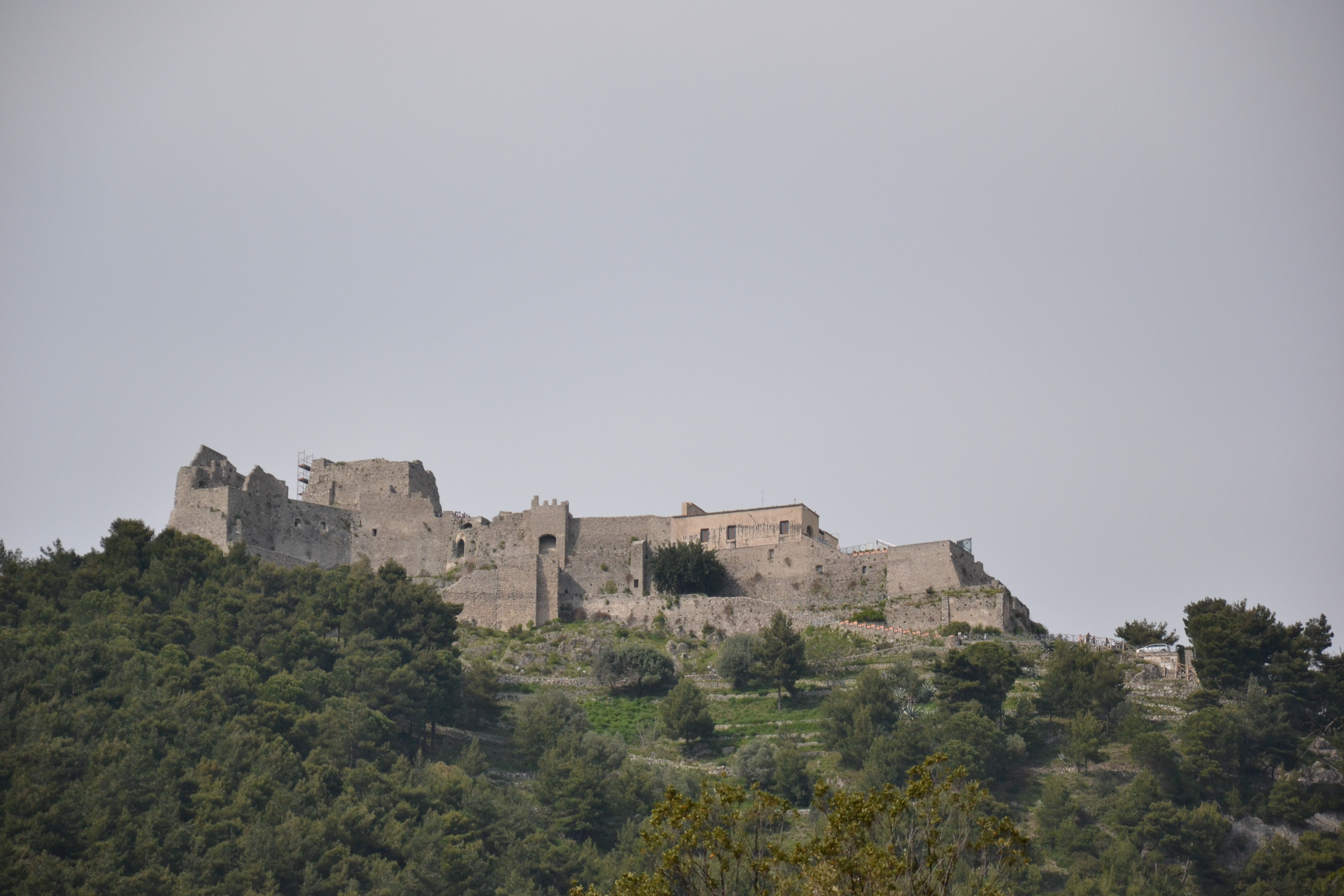
Castello di Arechi II

## Curiosità
A lui è intitolato l'impianto sportivo cittadino di Salerno lo Stadio Arechi.

### Fonti primarie
- (LA) Erchempertus, Historia Langobardorum Beneventanorum, a cura di Georg Waitz, in Monumenta Germaniae Historica. Scriptores rerum Langobardicarum et Italicarum saec. VI–IX, Hannoverae, impensis bibliopolii Hahniani, 1878,  pp. 231-264.
- (LA)  Paolo Diacono, Historia Langobardorum, in  Georg Waitz (a cura di), Monumenta Germaniae Historica, Hannover, 1878,  Scriptores rerum Langobardicarum et Italicarum saec. VI–IX, 12–219. Trad. it:  Paolo Diacono, Storia dei Longobardi, a cura di Lidia Capo, Milano, Lorenzo Valla/Mondadori, 1992, ISBN 88-04-33010-4. Testo disponibile su Wikisource.

### Letteratura storiografica
- Lidia Capo, Commento, in Paolo Diacono, Storia dei Longobardi, Milano, Lorenzo Valla/Mondadori, 1992, ISBN 88-04-33010-4.
- Francesco Abbate, Storia dell'arte nell'Italia meridionale, Roma, Donzelli, 1997.
- Jörg Jarnut, Storia dei Longobardi, traduzione di Paola Guglielmotti, Torino, Einaudi, 1995  [1982], ISBN 88-06-13658-5.
- Sergio Rovagnati, I Longobardi, Milano, Xenia, 2003, ISBN 88-7273-484-3.